# 虞延
虞延（？—71年），字子大，陈留郡东昏县（河南省兰考县）人，东汉初期大臣。
虞延力能扛鼎，少年户牗亭长。建武初年，任执金吾府，细阳县令。后来辞官回乡。太守富宗署他为功曹，劝谏太守戒奢从简，太守不听，于是辞去。虞延后任督邮。47年，召为公车令。次年为洛阳县令。外戚阴氏之客马成，常为奸盗，被虞延收捕，阴氏多次求情，最后马成被处死。外戚于是不敢犯法。在洛阳三年，改为南陽郡太守。60年，担任太尉，65年，任司徒。71年，外戚阴氏以楚王刘英谋反的事情诬陷虞延，虞延自杀。家贫如洗，其子只好乞讨。同衣而出，并日而食。

## 延伸阅读
[在维基数据编辑]
 《後漢書·卷33》，出自范晔《後漢書》
 《東觀漢記》